# Artistique-Europameisterschaft 1949

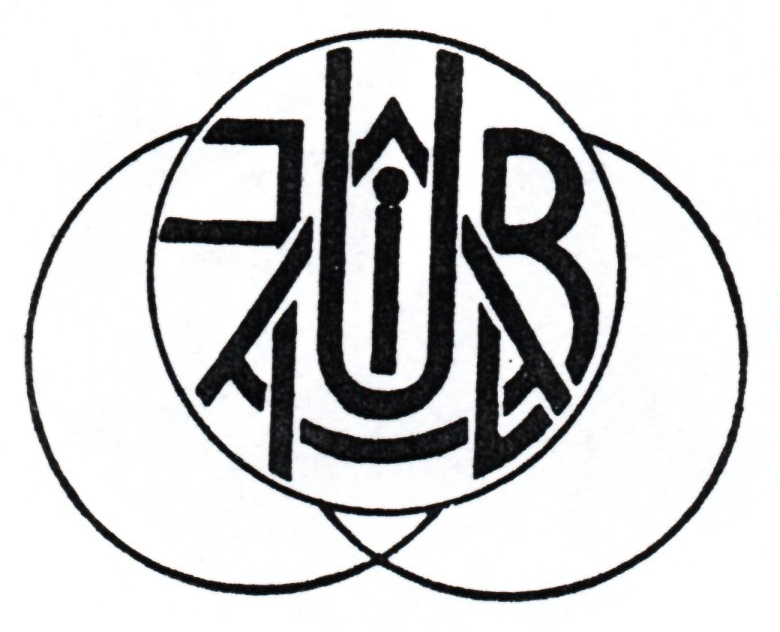
Logo UIFAB (ausrichtender Verband)

Veranstaltungsort: Antwerpen

Die Billard-Artistique-Europameisterschaft 1949 war das dritte Turnier in dieser Disziplin des Karambolagebillards und fand vom 17. Juni bis zum 19. Juni 1949 in Antwerpen statt.

## Modus
Gespielt wurden 64 verschiedene Figuren mit verschiedenen Punktewertungen. Jeder Teilnehmer hatte pro Figur vier Versuche. Die maximale Punktzahl betrug 500 Punkte.

Gewertet wurde wie folgt:
1. Punkte = Erzielte Punkte
2. Versuche = Anzahl der gespielten Versuche
3. gelöste Figuren = gelöste Figuren
4. % = Prozentual gelöste Figuren

## Abschlusstabelle
| Platz                        | Name                     | Punkte | Versuche | gel. Figuren | %       |
| ---------------------------- | ------------------------ | ------ | -------- | ------------ | ------- |
| 1                            | René Vingerhoedt         | 294    | 182      | 39           | 58,80 % |
| 2                            | Richard Kron             | 244    | 192      | 34           | 48,80 % |
| 3                            | Roger Hanoun             | 244    | 199      | 33           | 48,80 % |
| 4                            | Roger de Becker          | 227    | 200      | 29           | 45,40 % |
| 5                            | Maurice van de Kerckhove | 225    | 204      | 30           | 45,00 % |
| 6                            | Edouard van de Kerckhove | 216    | 208      | 30           | 43,20 % |
| 7                            | Marcel Mores             | 165    | 219      | 23           | 33,00 % |
| 8                            | Rafael Macia             | 147    | 230      | 19           | 29,40 % |
| Turnierdurchschnitt: 44,05 % |                          |        |          |              |         |